# Liste der Kreisstraßen in Trier
Die Liste der Kreisstraßen in Trier ist eine Auflistung der Kreisstraßen in der rheinland-pfälzischen kreisfreien Stadt Trier.

## Abkürzungen
- K: Kreisstraße
- L: Landesstraße

## Liste
Die Kreisstraßen behalten die ihnen zugewiesene Nummer in der Regel nicht bei einem Wechsel in einen anderen Landkreis oder in eine kreisfreie Stadt. Nicht vorhandene bzw. nicht nachgewiesene Kreisstraßen werden in Kursivdruck gekennzeichnet, ebenso Straßen und Straßenabschnitte, die unabhängig vom Grund (Herabstufung zu einer Gemeindestraße oder Höherstufung) keine Kreisstraßen mehr sind. 
Der Straßenverlauf wird in der Regel von Nord nach Süd und von West nach Ost angegeben.
| Nr.  | Verlauf |
| ---- | --- |
| K 1  | (K 4 im Landkreis Trier-Saarburg) – Stadtgrenze – Herresthal – K 2 – Herresthal – Herresthaler Straße – St.-Helena-Straße – K 3 – Numerianstraße – K 4 – Eurener Straße –            |
| K 2  | K 1 – Herresthal – Waldstraße – Meierstraße – Kantstraße – |
| K 3  | (K 5 im Landkreis Trier-Saarburg) – Stadtgrenze – Herrmannstraße – Eligiusstraße – Burgmühlenstraße – K 1                                                                            |
| K 4  | K 1 – Eurener Straße – Eisenbahnstraße – |
| K 5  | L 44 – Stadtgrenze – Aacher Weg – (K 25 und K 24 im Landkreis Trier-Saarburg) – Stadtgrenze – Aacher Weg – Johannes-Kerscht-Straße – Talstraße – Biewerer Straße –                   |
| K 6  | – Kobenbach – Stadtgrenze – (K 135 im Landkreis Trier-Saarburg) |
| K 7  | L 143 – Olewiger Straße – Kernscheider Höhenweg – Zum Hellberg – Auf der Redoute – K 8 – Franzenheimer Straße – Zum Domherrenwald – Stadtgrenze – (K 49 im Landkreis Trier-Saarburg) |
| K 8  | L 143 – Bohnenberg – K 7 |
| K 10 | L 143 – Irscher Straße – Hockweilerstraße – Stadtgrenze – (K 51 im Landkreis Trier-Saarburg)                                                                                         |
| K 12 | L 144 – Tarforster Straße |
| K 13 | – Eltzstraße – Mäusheckerweg |
| K 15 | L 145 – Im Paulinsgarten – Auf Schwarzfeld – Eitelsbacher Straße – Mertesdorfer Straße – Stadtgrenze – (K 77 im Landkreis Trier-Saarburg)                                            |
| K 16 | L 143 – Korlinger Weg – Stadtgrenze – (K 57 im Landkreis Trier-Saarburg) |